# Lissochlora sanguinipunctata
Lissochlora sanguinipunctata är en fjärilsart som beskrevs av Paul Dognin 1906. Lissochlora sanguinipunctata ingår i släktet Lissochlora och familjen mätare. Inga underarter finns listade i Catalogue of Life.